# Stanley Cup Finals 1921
Le Stanley Cup Finals 2021 sono state la sfida tra la squadra campione della stagione NHL 1920-1921, gli Ottawa Senators, e la squadra campione del campionato PCHA 1920-1921, i Vancouver Millionaires. La serie, al meglio delle 5 gare, si è tenuta interamente a Vancouver (Canada), rispettando il principio di alternanza del fattore casa nelle Stanley Cup Finals in quel periodo vigente. Le Finals sono state vinte dai Senators, aggiudicandosi la serie con il punteggio di 3-2 e diventando in tal modo la prima squadra a riconfermarsi vincitori della Stanley Cup in due stagioni consecutive dopo i Quebec Bulldogs, che avevano vinto il trofeo nel 1912 e nel 1913.

## Formato
Il regolamento adottato prevedeva la disputa di una serie al meglio delle 5 gare, adottando alternativamente per ogni gara il regolamento NHL e il regolamento PCHA.

## Squadre partecipanti

### Ottawa Senators
Gli Ottawa Senators hanno raggiunto le Stanley Cup Finals dopo essersi classificati al 1° posto nella First Half della regular season del campionato NHL 1920-21 e battuto nelle NHL Championship Finals 1921 i Toronto St. Patricks (squadra classificata al 1° posto nella Second Half) con il punteggio aggregato di 7-0.

### Vancouver Millionaires
I Vancouver Millionaires hanno concluso la regular season del campionato PCHA 1920-21 al 1° posto con un record di 13 vittorie e 11 sconfitte, per poi battere la squadra seconda classificata, i Seattle Metropolitans, nelle PCHA Championship Finals ottenendo il titolo.

## Serie
| Squadra 1       | Totale | Squadra 2              | Gara 1 | Gara 2 | Gara 3 | Gara 4 | Gara 5 |
| --------------- | ------ | ---------------------- | ------ | ------ | ------ | ------ | ------ |
| Ottawa Senators | 3–2    | Vancouver Millionaires | 1–3    | 4–3    | 3–2    | 2–3    | 2–1    |

## Gara 1

### Tabellino
| Arbitro: | Mickey Ion |

| |            |                                                                                              |
| 1° periodo A. Skinner (1) 15:40 nessun assist A. Duncan (1) 18:15 nessun assist 2° periodo S. Harris (1) 01:20 nessun assist 3° periodo nessun goal | Marcatori  | 1° periodo nessun goal 2° periodo 15:55 (1) J. Darragh (1) C. Denneny 3° periodo nessun goal |
| 1° periodo nessuna penalità 2° periodo (minor) A. Duncan 3° periodo nessuna penalità                                                                | Penalità   | 1° periodo S. Cleghorn (minor) 2° periodo C. Denneny (minor) 3° periodo nessuna penalità     |
| Frank Patrick | Allenatori | Pete Green                                                                                   |

## Gara 2

### Tabellino
| Arbitro: | Mickey Ion |

| |            | |
| 1° periodo S. Harris (2) 01:29 J. Adams (1) J. Adams (1) 03:01 M. MacKay (1) A. Duncan (2) 10:29 S. Harris (1) 2° periodo nessun goal 3° periodo nessun goal | Marcatori  | 1° periodo 08:05 (4) G. Boucher (1) S. Cleghorn 18:26 (3) C. Denneny (4) F. Nighbor 2° periodo 10:49 (2) J. Darragh nessun assist 3° periodo 16:40 (1) P. Broadbent (PPG) (2) S. Cleghorn |
| 1° periodo (minor) J. Adams (minor) S. Desireau 2° periodo nessuna penalità 3° periodo (minor) S. Harris                                                     | Penalità   | 1° periodo nessuna penalità 2° periodo S. Cleghorn (minor) 3° periodo C. Denneny (minor)                                                                                                  |
| Frank Patrick | Allenatori | Pete Green |

## Gara 3

### Tabellino
| Arbitro: | Mickey Ion |

| |            | |
| 1° periodo L. Cook (1) 01:59 nessun assist 2° periodo J. Adams (2) 18:02 nessun assist 3° periodo nessun assist | Marcatori  | 1° periodo 08:57 (3) J. Darragh nessun assist 2° periodo 08:22 (4) C. Denneny (SHG) nessun assist 10:52 (1) S. Cleghorn nessun assist 3° periodo nessun assist |
| 1° periodo nessuna penalità 2° periodo (minor) S. Desireau 3° periodo nessuna penalità                          | Penalità   | 1° periodo G. Boucher (minor) 2° periodo G. Boucher (minor) E. Gerard (minor) 3° periodo nessuna penalità                                                      |
| Frank Patrick                                                                                                   | Allenatori | Pete Green |

## Gara 4

### Tabellino
| Arbitro: | Mickey Ion |

| |            | |
| 1° periodo nessun goal 2° periodo A. Skinner (2) 02:22 A. Duncan (1) 3° periodo A. Skinner (3) 01:35 nessun assist (PPG) L. Cook (2) 15:52 nessun assist | Marcatori  | 1° periodo nessun goal 2° periodo 13:43 (5) G. Boucher nessun assist 3° periodo 16:52 (2) P. Broadbent nessun assist |
| 1° periodo (minor) J. Adams 2° periodo (minor) S. Harris (minor) S. Harris 3° periodo (minor) J. Adams                                                   | Penalità   | 1° periodo E. Gerard (minor) 2° periodo J. Darragh (minor) J. Darragh (minor) E. Gerard (minor) 3° periodo S. Cleghorn (minor) S. Cleghorn (minor) J. Darragh (minor) C. Denneny (minor) C. Denneny (minor) E. Gerard (minor) |
| Frank Patrick | Allenatori | Pete Green |

## Gara 5

### Tabellino
| Arbitro: | Mickey Ion |

| |            | |
| 1° periodo A. Skinner (4) 16:26 nessun assist 2° periodo 3° periodo                                                          | Marcatori  | 1° periodo 2° periodo 07:27 (4) J. Darragh nessun assist 09:40 (5) J. Darragh (2) C. Denneny 3° periodo |
| 1° periodo (minor) A. Skinner 2° periodo (minor) A. Skinner 3° periodo (match) L. Cook (minor) A. Skinner (minor) A. Skinner | Penalità   | 1° periodo S. Cleghorn (minor) E. Gerard (minor) E. Gerard (minor) 2° periodo G. Boucher (minor) S. Cleghorn (minor) E. Gerard (minor) E. Gerard (minor) 3° periodo S. Cleghorn (minor) S. Cleghorn (match) E. Gerard (match) |
| Frank Patrick | Allenatori | Pete Green |

## Cronaca
La serie si è disputata interamente a Vancouver, presso la Denman Arena, dove si è registrata una media di 10.000 spettatori. In Gara 1, con 11.000 spettatori venne addirittura stabilito il nuovo record mondiale di presenze in una partita di hockey su ghiaccio, record a sua volta superato dalle presenze in Gara 5, ben 12.000. La serie è stata caratterizzata dall'equilibrio, con entrambe le squadre in grado di battere gli avversari e portando la serie alla decisiva Gara 5, dove le due reti di Jack Darragh trascinarono gli Ottawa Senators alla vittoria della seconda Stanley Cup consecutiva (dopo quella vinta nella stagione precedente, battendo i Seattle Metropolitans)
Gara 1, dove si sono applicate le regole della PCHA con 7 uomini per parte sul rink, con i Millionaires in grado di portarsi sul 2-0 nel 1° periodo con Alf Skinner (che, dopo la partita, verrà portato in ospedale per medicare un taglio subito durante la partita) e Art Duncan. Nel 2° periodo i Millionaires portano il loro vantaggio sul 3-0 con Smokey Harris, prima che Darragh riuscisse a segnare il primo goal per i Senators a 5 minuti dalla fine del periodo. Il 3° periodo finisce a reti inviolate e così la vittoria di Gara 1 va alla squadra di Vancouver, portandosi sul 1-0 temporaneo nella serie.
Gara 2 si è disputata con le regole NHL. Con i goal di Harris, Duncan e Jack Adams, i Millionaires chiudono il 1° periodo in vantaggio sul 3-2, con Ottawa in grado di pareggiare grazie alla rete di Darragh. Quindi, nell'ultimo periodo, a 5 minuti dalla fine, Punch Broadbent sigilla sul 4-3 la vittoria dei Senators, che in tal modo pareggiano la serie sul momentaneo 1-1.
Per il principio di alternanza tradizionale nelle Stanley Cup Finals dell'epoca, Gara 3 si è tornata a disputare con le regole PCHA. Ad aprire le marcature per i Millionaires è Lloyd Cook al 2° minuto del 1° periodo, ma risponde Darragh per i Senators appena 5 minuti dopo. Gli stessi Senators passano in vantaggio nel 2° periodo con le reti di Cy Denneny e Sprague Cleghorn, prima che Jack Adams accorci le distanze per i Millionaires dopo 7 minuti. Nel 3° periodo la difesa dei Senators resiste agli assalti di Vancouver, vincendo la partita e portandosi in vantaggio nella serie sul 2-1 nonostante lo svantaggio del regolamento.
Gara 4, con le regole NHL, vede nuovamente sovvertito il vantaggio del regolamento. Dopo un 1° periodo fermo sullo 0-0, nel 2° periodo Skinner porta in vantaggio Vancouver, per poi vedersi raggiunta da Ottawa con la rete del pareggio di Georges Boucher. Nel 3° periodo, Skinner realizza nuovamente un goal e con la rete di Lloyd Cook i Millionaires allungano sul 3-1. I Senators accorciano sul 3-2 con la seconda rete nella serie di Broadbent, ma i Millionaires difendono con successo il loro vantaggio e pareggiano la serie sul 2-2.
Nella decisiva Gara 5, davanti a 12.000 spettatori sugli spalti della Denman Arena (le cronache parlano di 3000 spettatori fuori l'impianto senza biglietto) e con regolamento PCHA, nel 1° periodo Skinner porta in vantaggio i Millionaires sull'1-0. Tuttavia, nel 2° periodo, Darragh mette a referto una doppietta e ribalta il risultato a favore dei Senators. La partita prosegue fino a 2 minuti dalla fine del 3° periodo, quando Cook viene colpito con un pugno al volto, scatenandosi successivamente una rissa generale, costringendo addirittura la polizia di Vancouver ad entrare sul ghiaccio per sedare gli animi. Ben 3 giocatori vennero espulsi, costringendo i Senators a giocare in 5 fino al termine della gara (mentre i Millionaires in 6). La difesa dei Senators, comunque, resiste agli attacchi dei Millionaires e riesce a vncere nuovamente la Stanley Cup dopo la vittoria della stagione precedente. Le cronache dell'epoca ricordano comunque di un saluto sportivo tra le due squadre e di una vera e propria "caccia al souvenir" dei tifosi, portandosi a casa tutto l'equipaggiamento dei Senators.
Miglior marcatore della serie per i Senators è Jack Darragh con 5 reti (a cui fu consentito partecipare alla serie con un permesso di lavoro ottenuto dalla ditta per cui lavorava quotidianamente, la Ottawa Dairy Company, su richiesta dello stesso sindaco di Ottawa, Frank H. Plant), mentre il loro goalie, Clint Benedict, subisce solo 12 reti con una GAA di 2.40. Dato che la serie venne completamente disputata a Vancouver, i Senators diventarono la prima squadra nella storia delle Stanley Cup Finals a vincere 3 gare in trasferta. Per i Millionaires il top scorer è Alf Skinner, con 4 reti segnate. Questa edizione delle FInals è stata l'ultima disputata da Cyclone Taylor.
Dopo la loro sconfitta, il coach dei Millionaires, Frank Patrick, dichiara ai giornalisti:
Avete la squadra più forte che abbia mai visto. Ottawa dovrebbe essere orgogliosa di quei ragazzi. Il loro assetto difensivo è meraviglioso. Sono stati migliori dei Little Men of Iron, dei Silver Seven o di qualsiasi altro sestetto che io abbia mai visto. Non è una vergogna perdere contro questa formazione.

## L'incisione sullaStanley Cup
La coppa è stata consegnata agli Ottawa Senators da William Foran, membro del trust gestore del trofeo. I Senators, tuttavia, non hanno mai successivamente aggiunto un'iscrizione nella coppa in ricordo della vittoria del campionato NHL. Soltanto nel 1948, una volta che il trofeo è stato ridisegnato completamente, è stata incisa la scritta "1921 Ottawa Senators" in ricordo della vittoria con la lista dei giocatori e membri dello staff tecnico della squadra.
| 1919-20 Ottawa Senators | 1919-20 Ottawa Senators                                                                                     | 1919-20 Ottawa Senators                                                                       | 1919-20 Ottawa Senators |
| Players | Players | Players                                                                                       | Players                 |
| Centres | Wingers | Defencemen                                                                                    | Goaltenders             |
| --- | --- | --------------------------------------------------------------------------------------------- | ----------------------- |
| - 9 – Frank Nighbor | - 3 – Jack MacKell^ - 7 – Jack Darragh - 5 – Eddie Gerard (C)^ - 8 – Cy Denneny - 9 – Harry Punch Broadbent | - 2 – Sprague Cleghorn - 4 – George "Buck" Boucher‡ - 10 – Morley Bruce - 11 – Horace Merrill | - 1 – Clint Benedict    |
| Coaching and administrative staff | |                                                                                               |                         |
| - Edwin Ted Dey (President / Owner) - Tommy Gorman (Manager / Secretary) - Pete Green (Coach) - Frank Dolan (Trainer) - Frank Ahearn (Hon. President / Owner) | |                                                                                               |                         |

^ – Ha giocato anche come difensore.

‡ – Ha giocato le Stanley Cup Finals come rover.